# German (Rankovce)
German (macedónul: Герман) település Észak-Macedóniában, a Északkeleti körzetben, Rankovce községben.

## Népesség
| Lakosok száma | 989  | 1087 | 1058 | 1052 | 794  | 493  | 458  | 311  | 161  |
|               | 1948 | 1953 | 1961 | 1971 | 1981 | 1991 | 1994 | 2002 | 2021 |

- 2002-ben 311 lakosa volt, akik közül 301 macedón és 10 szerb.